# Condado de Boone (Illinois)
El condado de Boone es un condado estadounidense, situado al Norte del estado de Illinois. Según el censo de los Estados Unidos del 2000, la población es de 41 786 habitantes. La ciudad cabecera del condado es Belvidere.

## Geografía
Según la Oficina del Censo de los Estados Unidos, el condado tiene un área total de 730 km² (282 millas²). De estas 728 km² (281 mi²) son de tierra y 2 km² (1 mi²) son de agua.

### Colindancias
- Condado de Rock (Wisconsin) - Norte
- Condado de Walworth (Wisconsin) - Noreste
- Condado de McHenry (Illinois) - Este
- Condado de DeKalb (Illinois) - Sur
- Condado de Ogle (Illinois) - Suroeste
- Condado de Winnebago (Illinois) - Oeste

## Historia
El Condado de Boone se separó del Condado de Winnebago en 1837. Su nombre es un homenaje al pionero y colonizador estadounidense Daniel Boone.

## Demografía

Pirámide de edad según el censo del año 2000.

Según el censo del año 2000, hay 41 786 personas, 14 597 cabezas de familia, y 11 254 familias que residen en el condado. La densidad de población es de 21 hab/km² (55 hab/mi²). La composición étnica de la población es:
- 77.60% Blancos (No hispanos)
- 12.49% Hispanos (Todos los tipos)
- 0.90% Negros o Negros Americanos (No hispanos)
- 6.67% Otras razas (No hispanos)
- 0.50% Asiáticos (No hispanos)
- 1.54%Mestizos (No hispanos)
- 0.29% Nativos Americanos (No hispanos)
- 0.01% Isleños (No hispanos)

Hay 14,597 cabezas de familia, de los cuales el 40.1% tienen menores de 18 años viviendo con ellos, el 64.2% son parejas casadas viviendo juntas, el 8.7% son mujeres que forman una familia monoparental (sin cónyuge), y 22.9% no son familias. El tamaño promedio de una familia es de 3.24 miembros.
En el condado el 29.80% de la población tiene menos de 18 años, el 7.70% tiene de 18 a 24 años, el 29.90% tiene de 25 a 44, el 22% de 45 a 64, y el 10.70% son mayores de 65 años. La edad media es de 34 años. Por cada 100 mujeres hay 100.2 hombres. Por cada 100 mujeres mayores de 18 años hay 97.60 hombres.

### Evolución demográfica
La siguiente tabla está elaborada a partir de los datos ofrecidos por el censo de los Estados Unidos.
|       | 1900  | 1910  | 1920  | 1930  | 1940  | 1950  | 1960  | 1970  | 1980  | 1990  | 2000  |
| ----- | ----- | ----- | ----- | ----- | ----- | ----- | ----- | ----- | ----- | ----- | ----- |
| TOTAL | 15791 | 15481 | 15322 | 15078 | 15202 | 17070 | 20326 | 25440 | 28630 | 30806 | 41786 |

## Economía
Los ingresos medios de un cabeza de familia el condado es de $52,397 y el ingreso medio familiar es $59,305. Los hombres tienen unos ingresos medios de $41,992 frente a $25,695 de las mujeres. El ingreso per cápita del condado es de $21,590. El 7.00% de la población y el 5.10% de las familias están debajo del umbral de la pobreza. Del total de población en esta situación, el 8.70% es menor de 18 años, y el 5.80% tienen 65 años o más.
El condado cuenta con diez aeropuertos, treinta y nueve cementerios, catorce iglesias, dos hospitales, un lago, cinco parques, seis oficinas postales, setenta y dos escuelas y ocho ríos.

## Ciudades y pueblos
| - Beaverton Crossroads - Blaine - Belvidere - Caledonia | - Capron - Russellville - Edgewood - Garden Prairie | - Herbert - Cherry Valley - Loves Park - Hunter | - Irene - Prairie View - Poplar Grove - Timberlane |